# José Macedo e Cunha

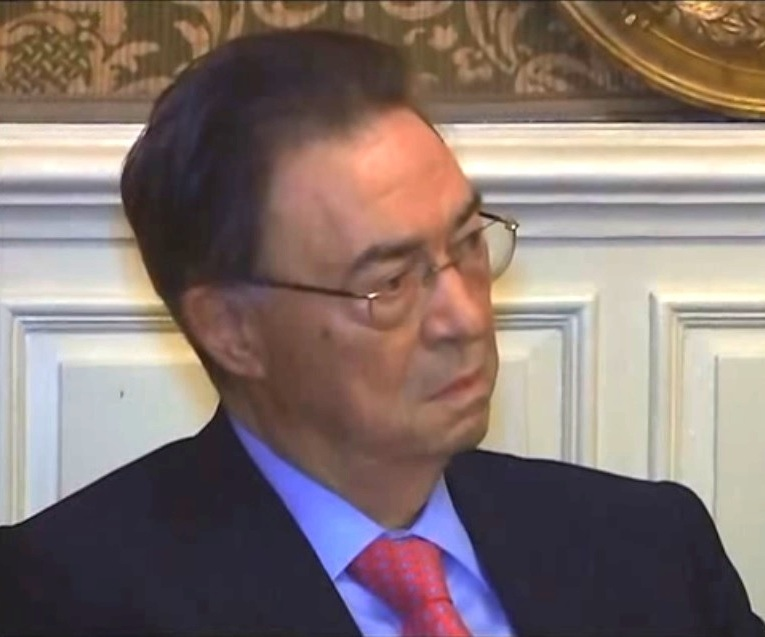
Dr. José Macedo e Cunha no Grémio Literário

 José do Egipto Macedo e Cunha (Braga, 30 de Janeiro de 1938 - Lisboa, 4 de Novembro de 2015) foi um advogado e jurista português. Foi presidente do Grémio Literário de Lisboa.

## Biografia
Foi fundador de uma das primeiras sociedades de advogados existentes em Portugal, em 1970, com José Vera Jardim e Jorge Santos. 
Presidente do Conselho de Administração do Diário de Notícias, no final da década de 70.
Presidente do Conselho de Administração da Rádio e Televisão de Portugal em 1983, nomeado pelo Primeiro Ministro de então Pinto Balsemão, depois de Proença de Carvalho e antes de João da Palma Ferreira.
Vice-Presidente do Automóvel Clube de Portugal na década de 80/90.
Membro, Presidente e Vice-Presidente do Tribunal de Apelação Internacional (International Court of Appeal) da FIA (Federação Internacional do Automóvel) na década de 90, e na primeira década deste século.
Presidente do Grémio Literário de Lisboa desde o princípio deste século.